# Zorzines hollowayi
Zorzines hollowayi là một loài bướm đêm trong họ Noctuidae.